# الدقيق (ذي ناعم)

تعديل مصدري - تعديل

الدقيق هي إحدى قرى عزلة الرباط بمديرية ذي ناعم التابعة لمحافظة البيضاء، بلغ تعداد سكانها 208 نسمة حسب تعداد اليمن لعام 2004.